# Смяна
„Смяна“ (на английски: The Replacements) е американски анимационен сериал на Disney Channel. Премиерата му е на 28 юли 2006 г. На 10 март 2008 г. започва излъчването на втори сезон.
Сериалът е известен с участието на редица известни гостуващи звезди като Зак Ефрон, Джейсън Дули, Бони Райт, Майли Сайръс и др.

## Сюжет
Тод и Райли са брат и сестра, които цял живот са били в сиропиталище, без да знаят какво се е случило с родителите им. Докато почистват, те случайно попадат на комикс на компанията „Флимко“ и си поръчват по пощата специален телефон „Флимко“, който им позволява да заменят всеки човек или животно по тяхно желание. Така двамата се сдобиват с нови родители – каскадьорът Дик Деаринг и Агент К – британка, таен агент. Когато Тод и Райли искат да заменят някого, те се обаждат по специалния телефон на Конрад Флимко и желанието им веднага се изпълнява. Сериалът проследява приключенията на Тод и Райли, които използват телефона във всяка сложна ситуация, с която се сблъскват.

## Герои
- Тод Деринг – мързеливо и пакостливо момче. В първия сезон е на 11 – 12 години, а във втория – на 13. Обикновено използва телефона „Флимко“ за да сменя хора от егоистични подбуди. Негов най-добър приятел е Джакобо. В един епизод се установява, че Тод талант за пеене. Райли и родителите му го принуждават да се присъедини към училищния хор. Тод обича филма „Ченгето маймуна“, както и видеоограта Gamecone (пародия на Gamecube). Той мрази училището, ученето и четенето, което го кара да замени библиотекаря в един епизод. Неговата фраза е „Не ме съди!“ Озвучава се от Нанси Картрайт.

- Райли Деринг – сестрата на Тод. В първия сезон е на 12 – 13 г., а във втория – на 14. Тя е мила, внимателна и обича училището. Обикновено използва телефона „Флимко“ за да смени злонамерени и несправедливи възрастни. Свири на цигулка и обича понита, бонбони и почти всякакъв вид захар. Тя е влюбена в Джони Хитцуел и по-късно стават гаджета в сезон 2. Но в Heartbreak Джони скъсва с нея, защото е прекалено ревнива. Райли има един въображаем еднорог на име Рейнбоу Джъмпър. Тя е фен на Дъстин Дриймлейк. Райли обича да чете библиотеката. В епизода „Тя упорито работи за филма“, научаваме, че Райли иманлеля на име Деби и бащиното ѝ име е Евгений. В епизода „Предал“, тя започва да пее първото парче от цялата поредица, озаглавено „Моят плъх Бъди“. Озвучава се от Грей Делайл.

- Агент К – майката-осиновителка на Тод и Райли. Тя е с британски произход и работи като таен агент. Може да прави всичко, освен да готви. На пръв поглед изглежда, че не се грижи за децата или съпруга си, но в действителност тя ги обича предано. Макар и понякога да го изразява като ги записва на видеокасета. В епизода Abra K Dabra!, се разбира, че тя има сценична треска и презимето ѝ име е Милдред. Озвучава се от Кат Суси.

- Дик Деринг – баща-осиновител на Тод и Райли. Той е каскадьор и поради тази причина Райли много се притеснява за неговата безопасност. Непрекъснато работи по нови каскади. Също така е доста незрял и има едно плюшено мече на име Ийвъл Бърнивъл (очевидно кръстено на известния каскадьор. Той смята, че C.A.R. е най-добрият му приятел, въпреки че C.A.R. не го вижда по този начин. Дик купи на Райли едно муле на име принц Канелени Ботуши, вместо кон, както тя искаше. Подобно на Тод, Дик не е много умен. В The Spy научаваме, че Дик се страхува от клоуни и се опитва на сила да накара Тод да стане каскадьор. В „Тя упорито работи за филма“ Дик споменава, че е участвал във филм през 70-те години. По-късен епизод се разбира, че той е по-добър готвач от Агент К. Озвучава се от Даран Норис.

- Картър – C.A.R.T.E.R. известен още като C.A.R. (кола) е семейната кола, високо-технологична, с британски акцент. Демонстрира пренебрежително отношение към Дик. Той може да прави почти всичко, но невинаги е готов да направи нещо за семейството, особено за Дик. Той не желае Дик да го кара, защото Дик е каскадьор и може да го развали. Много пъти той вади резачка за да плаши Дик. Вдъхновен е от К.И.Т.Т. от сериала „Нощен ездач“. Озвучава се от Дейвид Маккалъм.

- Конрад Флийм – тайнственият собственик на компания „Флимко“. Той заменя някой, за да помогне на Тод и Райли всеки път, щом му се обадят. Той има дълъг мустак и не показва лицето си до последния епизод, когато също разбират, че той е чичо на Тод и Райли и мустакът му е червен, а не черен (подобно на косите на Тод и Райли). Подобно на Тод култовата му фраза е „Не ме съди“. Той обича захар, подобно на Райли. Той иска двамата да му помогнат да използва програмата за други деца. Озвучава се от Джеф Бенет.

- Бъз Уинтърс – Повечето пъти обича да се заяжда с Шелтън. Той обикновено си прави шеги после се смее на тях казва „Много добре Бъз!“ Макар че е побойник, в някои епизоди с Тод стават приятели. Всъщност Бъз ревнува, заради невероятният баща на Тод и Райли. Бъз смяташе, че неговият баща е най-готиният в квартала, докато не дошли Тод и Райли. Подобно на Тод, Бъз мрази училището и има навика да бяга от клас. Той има много тайни, включително и любовта му към театъра, и това което той нарича срамно-малки крака и пързаляне с кънки. Озвучава се от Грей Делайл.

- Шелтън Клъцбери – стереотипният зубър в училището. Той се страхува от момичетата след като имаше връзка със знаменитост. Той също така е имал въображаема приятелка на име Зелда. Той смята, че е готин и другите са загубеняци. Той понякога просто иска да бъде част от колектива. В един епизод той се смята за една гигантска костенурка домашен любимец. Семейството му са от еврейски произход. Неговият глас и маниери са подобни на известния комик Джери Люис от филма „Смахнатият професор (филм, 1963)“. Озвучава се от Джеф Бенет.

- Тасуми – най-добра приятелка на Райли. Тя е от японски произход и е влюбена в Джакобо. Дори в един епизод го целуна. През повечето време носи костюм, наподобяващ „Робокоп“, но във 2 сезон тя го сваля. Тя твърди, че нейното семейство участва в борбата срещу престъпността. Тя има списък на хора, които мрази. Понякога и Райли е в него. В епизода Tasumi Unmasked, е установено, че Тасуми всъщност е японската поп звезда. Все пак, за да може да бъде неразпонаваема, тя носеше костюм от популярна анимация. Това е причината да се преструва, че харесва да се бори с чудовища. Когато феновете и разбрали за това, тя се премества обратно в Япония за 2 седмици за да запише нов албум, докато Райли я заменя нейната банда с група орангутани и тя е изритана от новата група. Тя се връща в Плезантхилс. Под нейната броня, Тасуми има дълга черна коса и красиво лице. Озвучава се от Лорън Том.

- Джони Хицуел – е спортист. Всички момичета си падат по него, включително и Райли. Той играе баскетбол и бейзбол и играе от същия бейзболен отбор както Тод и Райли. Вярно е, че той се интересува от Райли, защото той я попита на срещата им и след това я целуна. Във втория сезон Джони къса с Райли за това, че тя не може да се контролира, след като тя го последва по пътя към Ню Йорк с Аби и Тасуми. В края на серията, той всъщност признава, че иска да се събере отново с Райли, но казва това, докато говори с робот двойник на Райли. Озвучава се от Дий Брадли Бейкър.

- Джакобо – е най-добрият приятел на Тод. Той е много умен. Той е от Мексикански произход. Въпреки че ризата му е в цветовете на флага на Испания. Джакобо обича книги мистерий и има таен талант за пеене. Той е влюбен в Агент К. Той винаги се опитва да спечели страстите на агент К, дори и в епизода, Irreplaceable, когато той започва връзката си с Тасуми. Озвучава се от Кенди Майло.

- Сиера Макуул – е главната мажоретка. Тя е най-популярното момиче в училище. Тя непрекъснато се конкурира с Райли за страстите на Джони Хицуел. Във втория сезон, когато Райли и Джони се превърнаха в двойка, нейната цел става да ги раздели, така, че тя да може да бъде приятелка на Джони. Тя има две приятелки, които я следват непрекъснато. Тя има и голямо его. Вижда се, че тя има и различна страна, защото харесва „Стар Трек“, която се интересува и Тод. И заради това те имат кратка връзка, която не продължава дълго. Споменават в последния епизод, че тя получава собствен Fleemtel телефон. Тя има дълга черна коса. Озвучава се от Тара Стронг.

- Аби Уилсън – Тя също е от най-добрите приятели на Райли. Въпреки че тя мрази популярни момичета като Сиера, тя се вижда, желаеща да бъде част от тях. Също така изглежда, че родителите и са богати. Тя понякога може да бъде лицемерна. Тя има една малка сестра на име Тифани. Озвучава от Ерика Хъбър в първи сезон и от Темпест Бледсо във втори сезон.

- Дони Ротвайлер – Дони е побойник, който е много по-висок от Тод. Озвучава се от Джес Харнел.

- Принц Канелени Ботуши – домашно муле на семеиство Деринг. Той беше купен от Дик за подарък на Райли, когато тя го попитала за едно шоу с коне. ПКБ има много таланти, но често бива забравян от семейството му и Дик казва: „Мисля си, че забравихме някой“. Звуковите му ефекти се правят от Даран Норис.

- Шели Клъцбери – по-голяма сестра на Шелтън. Има по-малко изяви от брат си във филма. Тя прилича на брат си, но не променя външния си вид, когато очилата ѝ са свалени. В „Късно вечер с Тод и Райл“ за първи път, че е сестра на Шелтън, както и че обича Дъстин Дриймлейк. Озвучава се от Кенди Майло.

- Дженифър и Клаудия – Две руси момичета, които постоянно дружат със Сиера Макуул. Те се появява за последно в A Tale of Two Rileys. Дженифър се озвучава от Лорън Том, а Клаудия се озвучава от Ерика Хъбър в първи сезон и от Темпест Бледсо във втори сезон.

## Герои с по-малко участия
- Фил Мъгрейв – координатор и брат на Дик. Той не е много добре с измервания, тъй като той не използва правилно мерните единици. Той също е женен шест пъти, и дава лоши съвети за поддържане на връзка. Той е бил два пъти заменян от Райли.
- Агент Б – майка на Агент K и баба на Тод и Райли. Тя е директорка на Кралската академия за шпиони. Изглежда, че не се разбира с Агент К преди епизода „London Calling“, но в епизода те се помиряват и Б става обичаната баба на Тод и Райли.
- Агент G – баща на Агент K и дядо на Тод и Райли. Той е главен изобретател на Кралската академия за шпиони.
- Гордо Глидерайт – Каскадьор и съперник на Дик. Той винаги се опитват да краде каскадьорските тайни на Дик. Веднъж той беше взел Фил Мъгрейв за негов координатор беше Фил Mygrave като негов координатор и се нарани.
- Дъстин Дриймлейк – пародия на Джъстин Тимбърлейк. Той веднъж пя на 13-ия рожден ден Райли. Също така на специалния Коледен епизод.
- Ейс Палмеро-Репортер на новините в Плезант Хийлс. Той винаги казва като „Аз, Ейс Палмеро“.
- Д-р Ханс Херкмер – Един учен, който работи за космическа програма. Той е работил с Дик Даринг.
- Аманда МакМърфи -

## В България
В България сериалът се излъчва по Disney Channel като първоначално не е преведен, а по-късно стартира с войсоувър дублаж на Медиа Линк. Ролите се озвучават от Маргарита Пехливанова, Елисавета Господинова, Мими Йорданова и Станислав Димитров.

## Вънщни препратки
- Официален сайт
- The Replacements в  Internet Movie Database